# Сан-Косме (Корриентес)
Сан-Косме (исп. San Cosme) — город в Аргентине в составе провинции Корриентес. Административный центр одноименного департамента.
Расположен на северо-западе провинции в 32 км от города Корриентес на высоте 56 м над уровнем моря.
Население города в 2010 году составляло 2563 человека.

## История
Основан 12 февраля 1825 года.

## Климат
Климат субтропический влажный, с очень жарким летом со средней температурой от 26 °C и максимальными пиками до 40 °C и мягкой и холодной зимой со средней температурой от 10 °C до 20 °C и минимальными пиками −2 °C. Средняя годовая температура составляет 20 °C, с обильными осадками, распределенными в течение года.
Один из самых оживленных туристических городов в регионе. Известен своими пляжами и как место для развития водных видов спорта, таких как парусный спорт, гребля, катание на лодках, виндсерфинг, кайтбординг, дайвинг, каякинг, парапланеризм, водные горки и др. Здесь проводится «Ежегодный фестиваль рыбной ловли».